# سامانه پاششی اطفاء حریق

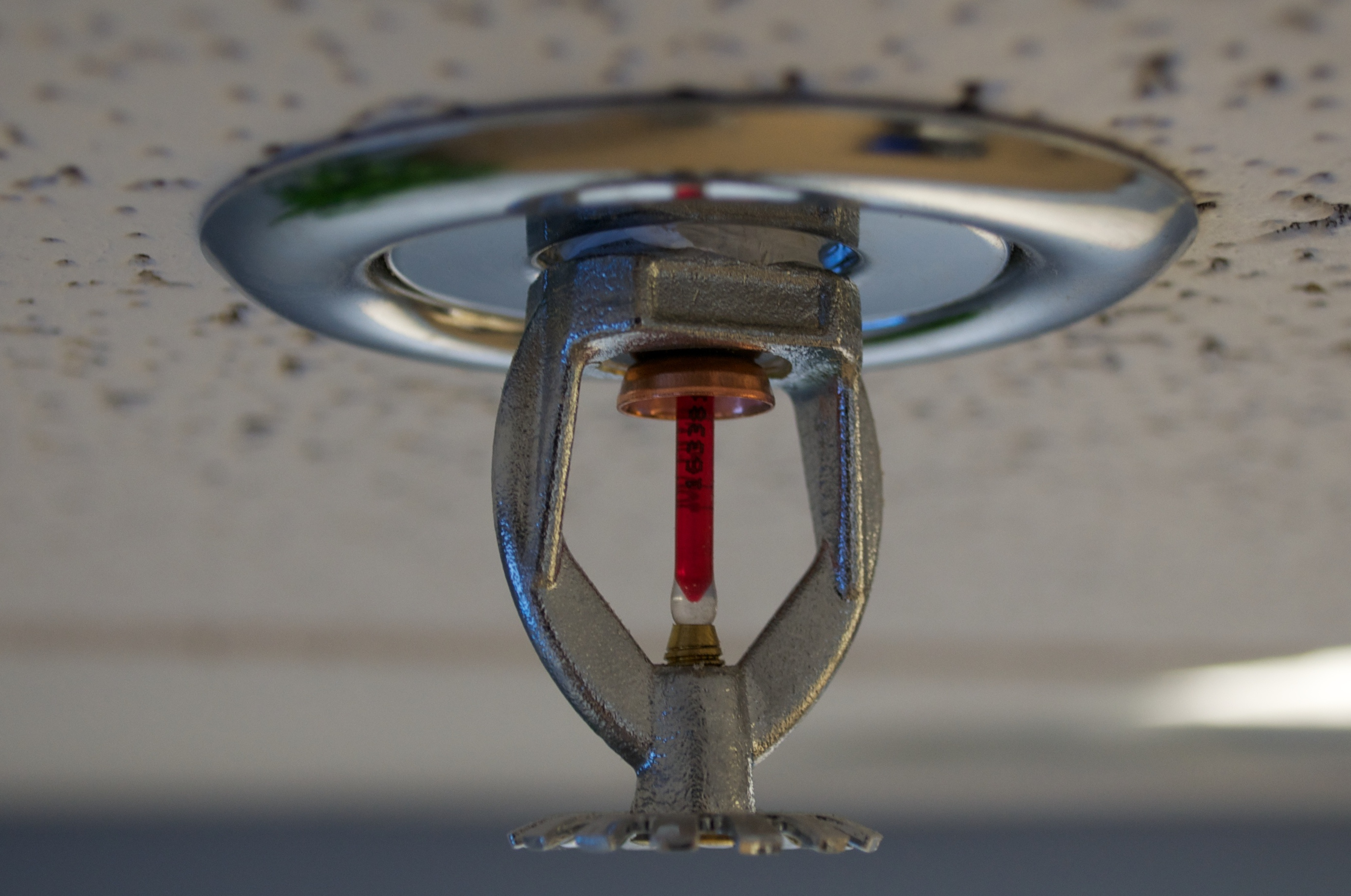
سری سامانهٔ پاششی اطفاء حریق

سامانه پاششی اطفاء حریق سیستم‌هایی هستند که در آن‌ها شبکه لوله‌کشی در قسمت پشت سوپاپ آژیر خطرمرطوب به‌طور دایم با آب پر می‌شود و زمانی که دستگاه پاششگر فعال می‌شود آب به سرعت از آن بیرون می‌زند.
از طرف دیگر در سیستم‌های پاششی خشک شبکه لوله‌کشی پشت سوپاپ پاششی خشک با هوای فشرده پر می‌شود که از وارد شدن جریان آب به داخل شبکه پاششگر جلوگیری می‌کند و وقتی سیستم پاششی فعال می‌شود فشار هوای نگهداری شده و آب به طرف سر پاششگر جریان می‌یابد. از سیستم پاششی خشک در محل‌هایی که خطر یخ زدگی وجود دارد استفاده می‌شود. پاششگرهای معمولی آب را به صورت چرخشی به طرف سقف و طبقات توزیع می‌کنند. در حالی که از پاششگرهای چتری آب به صورت سهمی به طرف طبقات پاشیده می‌شود. هر دو نوع می‌توانند به‌طور مستقل بوده یا به بخشی آویزان باشد. به‌طور کلی برای سیستم‌های پاششگر اطفاء حریق خودکار از لوله‌های ثابتی استفاده می‌شود که پاششگرهای مجاور آن با فاصله‌های معین از یکدیگر متصل شده‌اند. وقتی سیستم فعالی می‌شود آب فقط از پاششگرهایی پخش می‌شود که وسایل ضدآب در آن به دمایی رسیده‌اند که برای بازکردن آن ضروری می‌باشد. این نحوه استقرار سیستم به عنوان سیستم‌های اطفاء حریق فعال عمل می‌کنند.

## توزیع‌گرها
می‌توان بین توزیع نرمال و نامنظم پاششگر یک نوع انتخاب شود. اما در محلی که توزیع نامنظم استفاده می‌شود پاششگرها باید تا حد ممکن به‌طور منظم نصب شوند.

## فاصله بین پاششگرها
فاصله میان پاششگرها حداقل باید ۱٫۸ متر باشد حداکثر فاصله تحت پوشش پاششگر با توجه به توزیع آن و خطر حریق محاسبه می‌شود. این قانون برای پاششگرهای کند مورد استفاده قرار نمی‌گیرد. فاصله مجاز بین پاششگرها و سقف بام‌های وسیع بر حسب نوع پاششگرها و قابلیت اشتعال مصالح داخلی سقف وبام متغیر است. همچنین این فاصله به نوع لایه عایق پشت بام‌های پرو فیلی نیز بستگی دارد. در پشت بام‌های ذوزنقه‌ای شکل و عایق شده حداقل فاصله پاششگر از نقطه تحتانی سقف و حداکثر فاصله از نقطه میانی بین نقاط تحتانی و فوقانی تعیین می‌شود.

## فاصله پاششگرها بر حسب موارد دیگر
هر گاه اشعه حفاظتی الوار وسایر موانع دیگر (مثل کانال‌های لازم هوا) تا زیر سقف کشیده شده باشند حداقل فاصله بین آن‌ها و پاششگرها باید در نظر گرفته شود. بجز پاششگرهای نصب شده بر روی دیوار مجاور و دستگاه‌هایی که فقط در سقف‌های مسطح قابل استفاده می‌باشند.

## سیستم‌های آزاد آب پخش کن
سیستم‌های آزاد آب پخش کن سیستم‌های توزیع آب با خطوط لوله ثابت هستند که آب پخش کن‌های آزاد (باز) در فواصل معینی به آن‌ها وصل می‌شوند شبکه لوله‌ای در حالت عمودی با آب پر نمی‌شود زمانی که سیستم فعال می‌شود فشار بالای جریان آب به سرعت از منبع آب به درون شبکه لوله‌ها و آب پخش کن‌ها می‌ریزد. فشار آب مطابق با اندازه و شکل اتاق و همچنین با توجه به ارتفاع و نوع طبقات هرگونه تأثیر جریان باد. این سیستم باید در هر مترمربع بین ۵–۶۰ لیتر در آب در دقیقه بفرستد. برای حفاظت محل تقسیم شده ناحیه تحت حفاظت یک گروه سیستم باید بین ۱۰۰متر مربع (در بالاترین میزان خطر آتش‌سوزی) و۴۰۰ متر مربع (در پایین‌ترین میزان خطر آتش‌سوزی) قرارگیرد.

## لوله‌های آبی اطفاءکننده
این لوله‌ها در ساختمان‌ها ثابت شده‌اند و آب را به داخل لوله‌های خرطومی خاموش‌کننده وجود دارد.
1. بالا رونده‌های مرطوب که خط لوله‌های آب هستند و به‌طور مداوم تحت فشار قرار می‌گیرند.
2. بالا رونده‌های خشک که خط لوله‌هایی می‌باشند که در داخل آن‌ها آب توسط می‌شود بالا رونده‌های مرطوب و خشک زمان عملکرد سوپاپ‌ها به همراه آب داخل شاه لوله‌ها در مواقع لازم استفاده می‌شوند.

بالا رونده‌های مرطوب و شیرهای دیواری را می‌توان در فرو رفتگی‌های دیوار یا داخل دریچه‌های دیواری جای داد.

## الزامات برای یه حداقل رسیدن یخ زدگی لوله‌های سیستم آب پاش
جلوگیری از تشکیل یخ توسط کاهش رطوبت هوای فضای تبریدی تا حداکثر نقطه شبنم کمتر از دمای اسمی فضای تبریدی تقطیر رطوبت و یخ زدگی به واسطه نقطه شبنم منبع هوا، کاهش رطوبت هوا توسط سیستم‌های خشک‌کننده هوا. توجه به الزامات فشار درایرها (خشک کن‌ها)، اندازه کمپرسور، ظرفیت رگولاتور فشار و سرعت پرشدن هوا، آماده‌سازی منبع هوای فشرده با فشار حداقل، حداکثر دمای هوای ورودی و فیلتر کردن صحیح هوای فشرده.

## استانداردهای نصب تأسیسات و تجهیزات اطفا حریق
استاندارد NFPA24 آیین‌نامه‌ها و استانداردهای منتشر شده از سوی سازمان‌های دیگر را ارائه می‌کند:
سیستم‌های لوپ (حلقه ای) لوله‌های حیاطی برای افزایش قابلیت اطمینان و بهبود شرایط هیدرولیک توصیه می‌شوند. این سیستم‌ها با نصب شیر برای انشعاب‌ها و مکان‌های استراتژیک تقسیم‌بندی می‌شوند، تا نواقص به حداقل برسند. لوله‌های مورد تست آزمایشگاه‌های تست عبارتند از: لوله چدنی و لوله چدنی نشکن (با روکش سیمانی و بدون روکش سیمانی، با پوشش یا بدون پوشش)، لوله آزبست سیمانی، لوله فولادی، لوله مسی، لوله فایبرگلاس، لوله پلی اتیلن، لوله پلی وینیل کلرید (pvc)

## Watermist چیست؟
Watermist، سیستم حفاظت در برابر اتش یا اطفا حریق است که با اسپری قطرات کوچک آب یا به بیان بهتر غبار آب، با قطری کمتر از ۱۰۰۰ میکرون با فشارهای متغیر از دهانۀ نازل، می‎تواند در کوتاه‌ترین زمان ممکن آتش را کنترل، سرکوب و خاموش کند.
محیط هایی که می توان از سیستم واترمیست بهره برد عبارتند از :
– مجتمع های بزرگ اداری و تجاری
– فروشگاه های زنجیره ای و مواد غذایی
– موزه ها و ساختمان های تاریخی
– سیستم های مخابراتی
– سیستم های ولتاژ بالا
– اتاق های سرور
– کتابخانه ها
–رستورانها و هتل ها
– ژنراتورها و ترانسفورماتورها نیروگاهها و پالایشگاهها
– تونلها
– توربینهای گازی